# وایهر ین در پفالتس
وایهر ین در پفالتس (به آلمانی: Weyher in der Pfalz) یک شهر در آلمان است که در زودلیشه واینشتراسه واقع شده‌است. وایهر ین در پفالتس ۵۳۵ نفر جمعیت دارد.